# Morten Örnhagen Jørgensen
Morten Örnhagen Jørgensen (født 30. juli 2001) er en dansk mountainbike-orienteringsrytter, der er på landsholdet og har vundet bronze ved verdensmesterskabet (VM) (2024)  og sølv ved europamesterskabet (EM) (2022) i mountainbike-orientering (MTBO).
Morten Örnhagen Jørgensen vandt sine første internationale medaljer som juniorrytter i 2021, hvor han blev firedobbelt junior-verdensmester. 
Morten Örnhagen Jørgensen cykler MTBO for Orienteringsklubben SNAB.

## Karriere
Morten Ornhagen Jørgensen har siden sin barndom løbet orienteringsløb for Orienteringsklubben SNAB og har været udtaget til det danske juniorlandshold ved junior-VM i orientering i 2019.
I 2018 deltog han i sit første ungdoms-EM i MTBO, hvor han bl.a. opnåede en 2. plads på Stafetten i Østrig.

## Resultater i MTBO

### VM og EM
Morten Örnhagen Jørgensen deltog i sit første verdensmesterskab for seniorer i MTBO i Bulgarien (2024). Her vandt han bronze på lang-distancen. Ved EM i Litauen (2022) vandt Morten Örnhagen Jørgensen sølv på sprint-distancen.

### Junior-VM
Ved Junior-VM i Finland (2021) vandt Morten Örnhagen Jørgensen tre individuelle guldmedaljer: På lang- og mellemdistancen henholdsvis på massestarten.
Som afsluttende rytter på herre-stafetten for juniorer vandt han guld sammen med Noah Tristan Hoffmann og Mikkel Brunstedt Nørgaard. Derudover vandt Morten Örnhagen Jørgensen sølv på sprint-distancen.

### Ungdoms-EM
Ved ungdoms-EM i Østrig (2018) vandt Morten Örnhagen Jørgensen sølv som første rytter på herre-stafetten for ungdom sammen med Noah Tristan Hoffmann og Mikkel Brunstedt Nørgaard.

### DM
Morten Örnhagen Jørgensen har vundet seks danske mesterskaber (DM) for senior-herrer i MTBO (2021-2023).
Morten Örnhagen Jørgensen har vundet to guldmedaljer på hver af de tre individuelle distancer: På lang-distancen (2023 og 2021),
på mellem-distancen (2023 og 2022)
og på sprint-distancen (2023 og 2021). Herudover vandt han sølv på sprinten i 2022.
Medaljeoversigt ved danske mesterskaber
2023
- Guld, Lang (Marbæk)
- Guld, Mellem (Hindsgavl)
- Guld, Sprint (Kolding Syd)

2022
- Guld, Mellem (Gribskov Vest)
- Sølv, Sprint (Hillerød Rådhus)

2021
- Guld, Lang (Fussingø/Ålum)
- Guld, Sprint (Grenå)

## Andre udmærkelser
I 2022 blev Morten Örnhagen Jørgensen valgt til ’Åres MTBO-rytter 2021’ efter afstemning blandt DOF’s medlemmer.